# Dummy head

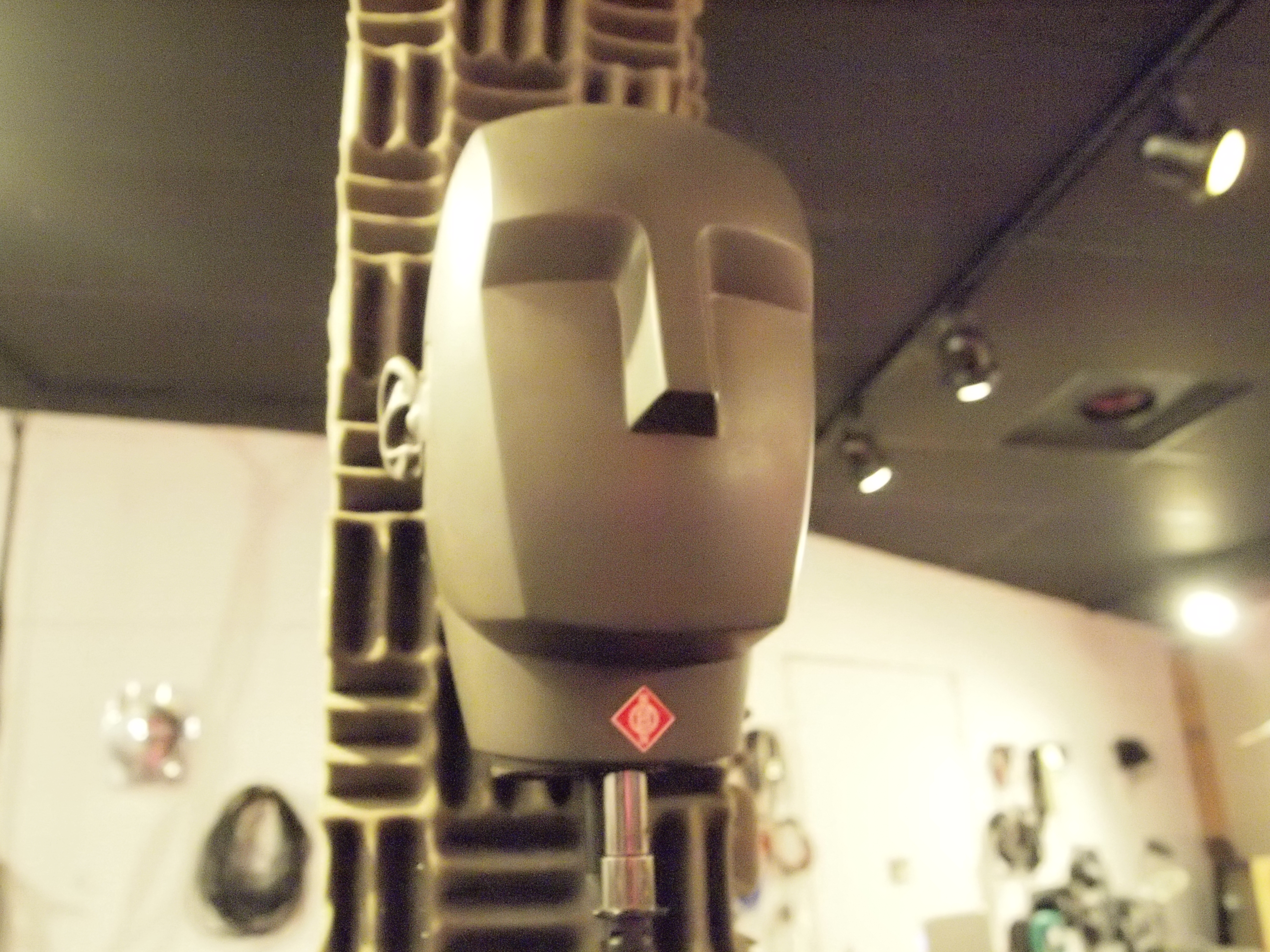
Dummy head.

Em acústica, “dummy head recording” (gravação com cabeça artificial em Português – termo não utilizado, ou em alemão Kunstkopf),  é um método utilizado para fazer gravações binaurais que permite a um ouvinte, através do uso de auscultadores, ter uma dimensão espacial da localização da(s) fonte(s) sonora(s) e a acústica da própria sala onde foi feita a gravação, simulando a audição humana.
A percepção humana da direção de uma fonte sonora é complexa, e é composta por informações adquiridas a partir das diferenças temporais da chegada do som a cada ouvido.
Para sons de percussão, o impacto provocado por uma onda é percepcionado pelo corpo (recepcionado pela pele e normalmente na parte superior do tronco), com o estímulo sensorial mais forte proveniente das regiões do corpo perpendicularmente alinhadas à direcção da fonte sonora.
A própria cabeça humana introduz distorções de frequência, fase e amplitude no som que atinge os tímpanos. Estes efeitos de distorção variam de acordo com a direção da fonte sonora, sendo causados pela geometria e características de transmissão de som no nariz e garganta, trompas de Eustáquio, ouvido interno, orelhas e outros tecidos da cabeça e parte superior do corpo (ver: função de transferência relacionada com a cabeça, HRTF) .
Uma gravação estéreo comum só reproduz informação sonora da esquerda-direita (L/R) (p.ex., dois altifalantes). Uma gravação efectuada com uma dummy-head, usa informações da posição sonora esquerda-direita e distorções na resposta em frequência e fase.

## Métodos
Actualmente, existem dois sistemas com relevância para efectuar gravações do tipo binaurais.
1. Gravação efectuada com um modelo artificial de uma cabeça humana, construída com materiais que simulam a propagação sonora de uma cabeça humana real, e com dois microfones colocados na zona dos tímpanos.
2. Gravação com simulação de uma dummyhead, é uma gravação em que se pega num sinal sonoro e se processa electronicamente para obter a HRTF.

## Limitações
Cada pessoa possui uma pinnae diferente, já que os filtros que impomos à direcionalidade do som são aprendidos por cada pessoa desde a infância. O uso de pinnae durante a gravação diferente do utilizador final, pode levar a uma confusão perceptual;
As cabeças das pessoas e as orelhas são diferentes (diferentes fisonomias), embora existam algumas características em comum, tornando difícil generalizar as HRTFs a utilizar para os sistemas com larga distribuição comercial;
Os movimentos da cabeça que ajudam a resolver a confusão direcional numa escuta normal são difíceis de incorporar em situações de reprodução;
A ausência de dicas visuais durante a reprodução binaural possui um forte efeito sobre a percepção;
Cada modelo de auscultadores possui uma equalização distinta, originando distorções nos HRTFs durante a sua reprodução.
[]

## História
Historicamente, as gravações binaurais têm sido associados ao uso de uma cabeça sintética - Kunstkopf. Esta "cabeça " pode ser colocada numa sala de concertos para fazer gravações ao vivo de orquestras, ou atores, quando estão a gravar diálogos. A cabeça também pode ser utilizada para fornecer informações sobre a posição de efeitos sonoros pré-gravados, como por ex., reproduzir sons através de um altifalante colocado numa posição adequada, e regravar o resultado (p. ex., pode ser desejável o trinar de pássaros ou a descarga de um trovão parecerem estar a vir por cima do ouvinte, o que dificilmente seria possível através dos métodos convencionais).
Embora seja possível a utilização de uma cabeça humana real para uma gravação sonora binaural, através de microfones colocados nas orelhas em formato de auscultadores de inserção (p.ex., um modelo da Roland), os movimentos da cabeça e ruídos humanos naturais podem ser limitativos e adulterarem o conteúdo da gravação.
Resultados recentes mostram que uma cabeça humana  com microfones colocados nas cavidades auditivas é superior a uma cabeça artificial, desde que esta seja criada a partir de um processo de seleção individual e seja feita uma cópia de um único indivíduo humano (ao invés de uma média). Todos os estudos apresentados até agora sofrem de uma escolha um tanto arbitrária e um número limitado de indivíduos. O estudo mais abrangente a este respeito ainda é o de Burkhard e Sachs, em 1975.
Hoje pode-se argumentar que a população sofreu várias transformações durante as últimas três décadas (o padrão do grupo de indivíduos com audição normal, adultos entre os 18 e os 25 anos de idade são notoriamente mais altos que as gerações anteriores).
O ouvido externo, contribui para a localização de sons, e proporciona uma salvaguarda contra sons oriundos da parte traseira à orelha. As várias dobras no pavilhão, fazem com que existam várias reflexões de alta frequência em diferentes ângulos e isso também contribui para a localização em altura. Verificou-se ser importante incluir alguma representação do pavilhão auricular em dummy heads usados para as técnicas de gravação binaural , dado que não existe actualmente outra forma de perda entre som direto e reverberante.
Na década de 90, os dispositivos eletrónicos começaram a receber DSP para reproduzirem HRTF digitalmente. Estes dispositivos permitiam a um engenheiro de som ajustar a direcção aparente de sons em tempo real, podendo, p.ex., pegando numa gravação monofónica de um carro, fazê-lo parecer deslocar-se numa determinada direcção por trás do ouvinte.

## Variações
Existem dummy head criadas especificamente para gravações musicais e de áudio profissional com cariz criativo e outras para medições de parâmetros acústicos. Como regra geral, os destinados à gravação tendem a ter microfones nas entradas dos canais auditivos , enquanto que os para medição possuem os microfones nas extremidades dos canais auditivos, no lugar do tímpano (alguns sistemas de medição incluem simuladores para as características de transmissão das partes internas da orelha).
As orelhas de dummyheads são muitas vezes permutáveis, com o intuito de variar o tipo de orelha a ser simulado, modificando as propriedades físicas típicas de ouvidos humanos, dando origem aos mesmos problemas de padronização HRTF em cabeças humanas.
A equalização de cabeças dummy para gravação de áudio profissional tem recebido muita atenção ao longo dos anos, principalmente para tentar uma melhor compatibilidade auscultadores e altifalantes.
A pós-equalização pode ser utilizada para modificar as HRTFs absolutos da cabeça da dummyhead, de tal maneira que o efeito espacial não é perdido, em parte porque as diferenças entre orelhas são mantidas.
As gravações binaurais não tem que ser necessariamente oriundas de dummy heads, desde que as HRTFs mantenham os mesmos ângulos de incidência, os sinais podem ser sintetizados com os atrasos de tempo apropriados e e as mesmas características em frequência. Este tipo de técnicas são cada vez mais utilizados em aplicações de processamento de sinal digital, tais como simuladores de voo e realidade virtual.

## Exemplos de gravações binaurais (ouvir com auscultadores)
1. http://www.apartmenttherapy.com/the-virtual-barber-shop-makes-your-ears-tingle-while-testing-headphones-191599